# نیاز به علم مقدس
نیاز به علم مقدس اثر فیلسوف ایرانی سید حسین نصر در سال ۱۹۹۳ است.